# Wohnsitz (Österreich)
Als Wohnsitz ist in Österreich der Ort definiert, der den Lebensmittelpunkt darstellt. Nach dem Meldegesetz ist in Österreich für eine Person nur ein Hauptwohnsitz möglich, jedoch können (daneben) mehrere Nebenwohnsitze bestehen.
Der Hauptwohnsitz eines Menschen ist jener Ort der Unterkunft, welcher als Mittelpunkt der Lebensbeziehungen bezeichnet wird. Den Mittelpunkt der Lebensbeziehungen kennzeichnen insbesondere folgende drei Kriterien:
- Aufenthaltsdauer
- Lage des Arbeitsplatzes oder der Ausbildungsstätte
- Wohnsitz der Familienangehörigen (vor allem von Kindern)

Wenn diese Kriterien auf mehr als einen Wohnsitz zutreffen, gilt jener als Hauptwohnsitz, zu dem das überwiegende Naheverhältnis besteht.
Bürger haben die Pflicht sich anzumelden. Zuständig für die ordnungsgemäße Anmeldung ist das Meldeamt des Gemeindeamts oder des Magistrats. Als Bestätigung, dass man an einem bestimmten Wohnsitz lebt, gilt die Bestätigung der Meldung, die seit 1. März 2002 als Ersatz des früheren Meldezettels ausgestellt wird.

## Rechte und Pflichten für die Person
Vom Hauptwohnsitz (im Zusammenspiel mit der Staatsbürgerschaft von Österreich oder einem EU-Mitgliedsland) werden einige Rechte von Bürgern, beispielsweise das Wahlrecht bei Bundeswahlen, aber auch Verpflichtungen, wie Steuerpflichten, insbesondere die der Einkommensteuer, abgeleitet. Bei den verschiedenen Wohnbauförderungen ist es notwendig, dass sich der Hauptwohnsitz in dem geförderten Objekt befindet.
Dauerhaftes kostengünstiges Anwohnerparken von Kfz im (knappen) öffentlichen Straßenraum einer Gemeinde, insbesondere in Wien oder anderen großen Städten ist heute an das Vorhandensein einer Hauptwohnsitzmeldung in der Gemeinde gebunden.
Mit Stand Jänner 2023 haben im Burgenland auch Inhaber eines Nebenwohnsitzes das Wahlrecht zum jeweiligen Landtag und Gemeinderat, wenn sie sich mit der Absicht niedergelassen haben, diesen Wohnsitz zu einem Mittelpunkt ihrer wirtschaftlichen, beruflichen, familiären oder gesellschaftlichen Lebensverhältnisse zu machen. Bis Anfang 2022 konnten Inhaber eines Nebenwohnsitzes auch in Niederösterreich an Gemeinderats- und Landtagswahlen teilnehmen.
Nebenwohnsitze können auch andere Rechte und Pflichten bedingen, etwa die Bezahlung von Gemeindeabgaben.
Aus der Änderung eines Hauptwohnsitzes ergibt sich z. B. die Pflicht ein auf die Person zugelassenes Kfz binnen einer bestimmten Frist in den betreffenden Bezirk umzumelden.

## Rechte und Pflichten für den Staat
Einwohner werden am Ort ihres Hauptwohnsitzes gezählt.
Bund, Land und Gemeinden haben das Anrecht auf die Einhebung von Steuern und Abgaben; andererseits auch die Pflicht etwa den Pflichtschulbesuch zu ermöglichen.
Der Hauptwohnsitz hat eine wichtige Bedeutung im Rahmen des Finanzausgleiches zwischen Bund und Gemeinden. Auf Basis der im Rahmen der Volkszählung festgestellten Anzahl von Einwohnern mit Hauptwohnsitz erhält die Gemeinde Mittel aus dem Budget des Bundes. Hauptwohnsitze rechnen sich für die Gemeinde in zweifacher Hinsicht: einerseits durch die Direktzahlung pro Kopf, andererseits erhöht sich diese Kopfprämie beim Überschreiten bestimmter Schwellen der Einwohnerzahl. Dies führt vor Volkszählungen regelmäßig zu einem Wettkampf der Kommunen um Einwohner, teilweise mit finanziellen Direktförderungen für Ansiedelungen. Allerdings können Kommunen, in denen Bürger einen Nebenwohnsitz melden, die Angabe des Hauptwohnsitzes beanspruchen.
Speziell die Gemeinden im Umland von größeren Städten haben dadurch finanzielle Einbußen, da viele ihre Wohnsitze nur als weiteren Wohnsitz definieren.